# Jonathan Faña
Jonathan Rafael Faña Frías (ur. 11 kwietnia 1987 w Moca) – dominikański piłkarz występujący na pozycji napastnika, obecnie zawodnik Bauger FC.

## Kariera klubowa
Faña pochodzi z miasta Moca i jest wychowankiem tamtejszego zespołu FC Don Bosco. W swoim debiutanckim sezonie 2004/2005 wywalczył tytuł króla strzelców ligi dominikańskiej z szesnastoma bramkami na koncie. W 2006 roku przeniósł się do trynidadzkiego klubu W Connection, gdzie szybko został podstawowym piłkarzem i czołowym strzelcem drużyny. W premierowych rozgrywkach spędzonych w TT Pro League zdobył z W Connection wicemistrzostwo kraju i triumfował w CFU Club Championship. W sezonie 2007 wywalczył puchar Trynidadu i Tobago – Digicel Pro Bowl – oraz puchar ligi – First Citizen Cup. Rok później powtórzył ostatni z wymienionych sukcesów, a także po raz drugi został wicemistrzem kraju. W sezonie 2009 po raz drugi zwyciężył z W Connection w rozgrywkach CFU Club Championship, w których strzelił sześć bramek, co dało mu tytuł najskuteczniejszego piłkarza tej edycji turnieju.
W lutym 2010 Faña przeszedł do portorykańskiego klubu Puerto Rico Islanders, występującego w drugiej lidze amerykańskiej. Z powodu kontuzji musiał pauzować przez pierwsze kilka miesięcy sezonu i w USSF Division 2 Professional League zadebiutował dopiero 27 czerwca 2010 w przegranym 0:3 spotkaniu z Rochester Rhinos. Premierowego gola dla Islanders strzelił za to 8 sierpnia tego samego roku w zremisowanej 1:1 konfrontacji z Fort Lauderdale Strikers. W rozgrywkach 2010 razem ze swoim zespołem triumfował w lidze oraz w CFU Club Championship. Rok później już po raz czwarty w karierze wygrał CFU Club Championship i został najlepszym strzelcem swojej ekipy. Został też wybrany najlepszym piłkarzem sezonu w drużynie Islanders przez kibiców.

## Kariera reprezentacyjna
W reprezentacji Dominikany Faña zadebiutował 28 lipca 2006 w wygranym 2:0 spotkaniu z Kajmanami w ramach eliminacji do Mistrzostw Świata U–20 2007. Dwa dni później, w wygranej 12:0 konfrontacji z Anguillą w tych samych rozgrywkach strzelił cztery bramki – pierwsze w kadrze narodowej. Wystąpił w jednym meczu w kwalifikacjach do Mistrzostw Świata 2010, jednak jego drużyna nie zdołała awansować na mundial. Wziął także udział w kwalifikacjach do Mistrzostw Świata 2014, gdzie trzykrotnie wpisał się na listę strzelców – w wygranych 2:0 i 4:0 spotkaniach z Anguillą oraz wygranej 3:1 konfrontacji z Surinamem. Dominikańczycy ponownie nie zdołali się jednak zakwalifikować na światowy czempionat.